# 1995年のワールドシリーズ
1995年の野球において、メジャーリーグベースボール（MLB）優勝決定戦の第91回ワールドシリーズ（英語: 91st World Series）は、10月21日から28日にかけて計6試合が開催された。その結果、アトランタ・ブレーブス（ナショナルリーグ）がクリーブランド・インディアンス（アメリカンリーグ）を4勝2敗で下し、38年ぶり3回目の優勝を果たした。
前年のシリーズが選手会のストライキによって中止されたため、シリーズの開催自体が2年ぶりだった。また、それぞれのリーグが東・西2地区制から東・中・西3地区制になり、ワイルドカードおよび地区シリーズが導入されて以来初のワールドシリーズでもある。
両チームの対戦は、1948年以来47年ぶり2回目。ブレーブスは、前回のインディアンスとの対戦時および1914年のシリーズ初優勝時はマサチューセッツ州ボストンを本拠地にしていた。その後ウィスコンシン州ミルウォーキーへ移転して1957年シリーズを制し、さらにジョージア州アトランタへ移転して今回の優勝を迎えた。3本拠地都市それぞれの時代でシリーズ優勝を達成したのはブレーブスが初めて。また、アトランタを本拠地とするチームの優勝は、MLBに限らず北米4大プロスポーツリーグの他競技を含めても今回が初めてである。シリーズMVPには、優勝を決めた第6戦で8回無失点と好投するなど、2試合14.0イニングで2勝0敗・防御率1.29という成績を残したブレーブスのトム・グラビンが選出された。
両チームはともに "インディアン・マスコット" を採用しており、そのことで一部から人種差別的との非難を受けていた。今シリーズは、民族運動家ヴァーノン・ベルコートが北米4大プロスポーツリーグにおける差別的チーム名の "ビッグ4" と呼ぶうちの2チームの対戦である。 民族運動家スーザン・ショーン・ハルジョはこの対戦を「悪夢が現実になった」と表現した。今シリーズ開催に際し、球場周辺では抗議活動が行われた。当時ブレーブスの一員だったジョン・スモルツは「ブレーブスがシーズンに100敗するくらい弱かった頃は（抗議活動を）見たことがなかった」と指摘しつつも、今シリーズで抗議活動を目の当たりにしたことが問題について考える契機となった、と振り返っている。

## 試合結果
1995年のワールドシリーズは10月21日に開幕し、途中に移動日を挟んで8日間で6試合が行われた。日程・結果は以下の通り。
| 日付                                                   | 試合  | ビジター球団（先攻）           | スコア | ホーム球団（後攻）             | 開催球場                         | 開催球場                                                                |
| ------------------------------------------------------ | ----- | ------------------------------ | ------ | ------------------------------ | -------------------------------- | ----------------------------------------------------------------------- |
| 10月21日（土）                                         | 第1戦 | クリーブランド・インディアンス | 2－3   | アトランタ・ブレーブス         | フルトン・カウンティ・スタジアム | アトランタ・フルトン・ · カウンティ・スタジアムジェイコブス・フィールド |
| 10月22日（日）                                         | 第2戦 | クリーブランド・インディアンス | 3－4   | アトランタ・ブレーブス         | フルトン・カウンティ・スタジアム | アトランタ・フルトン・ · カウンティ・スタジアムジェイコブス・フィールド |
| 10月23日（月）                                         |       | 移動日                         | 移動日 | 移動日                         |                                  | アトランタ・フルトン・ · カウンティ・スタジアムジェイコブス・フィールド |
| 10月24日（火）                                         | 第3戦 | アトランタ・ブレーブス         | 6－7x  | クリーブランド・インディアンス | ジェイコブス・フィールド         | アトランタ・フルトン・ · カウンティ・スタジアムジェイコブス・フィールド |
| 10月25日（水）                                         | 第4戦 | アトランタ・ブレーブス         | 5－2   | クリーブランド・インディアンス | ジェイコブス・フィールド         | アトランタ・フルトン・ · カウンティ・スタジアムジェイコブス・フィールド |
| 10月26日（木）                                         | 第5戦 | アトランタ・ブレーブス         | 4－5   | クリーブランド・インディアンス | ジェイコブス・フィールド         | アトランタ・フルトン・ · カウンティ・スタジアムジェイコブス・フィールド |
| 10月27日（金）                                         |       | 移動日                         | 移動日 | 移動日                         |                                  | アトランタ・フルトン・ · カウンティ・スタジアムジェイコブス・フィールド |
| 10月28日（土）                                         | 第6戦 | クリーブランド・インディアンス | 0－1   | アトランタ・ブレーブス         | フルトン・カウンティ・スタジアム | アトランタ・フルトン・ · カウンティ・スタジアムジェイコブス・フィールド |
| 優勝：アトランタ・ブレーブス（4勝2敗 / 38年ぶり3度目） |       |                                |        |                                |                                  | アトランタ・フルトン・ · カウンティ・スタジアムジェイコブス・フィールド |

### 第1戦 10月21日
- アトランタ・フルトン・カウンティ・スタジアム（ジョージア州アトランタ）

|                                | 1 | 2 | 3 | 4 | 5 | 6 | 7 | 8 | 9 | R | H | E |
| ------------------------------ | - | - | - | - | - | - | - | - | - | - | - | - |
| クリーブランド・インディアンス | 1 | 0 | 0 | 0 | 0 | 0 | 0 | 0 | 1 | 2 | 2 | 0 |
| アトランタ・ブレーブス         | 0 | 1 | 0 | 0 | 0 | 0 | 2 | 0 | X | 3 | 3 | 2 |

1. 勝利：グレッグ・マダックス（1勝）
2. 敗戦：オーレル・ハーシュハイザー（1敗）
3. 本塁打
ATL：フレッド・マグリフ1号ソロ
4. 審判
［球審］ハリー・ウェンデルステット（NL）
［塁審］一塁: ジム・マッキーン（AL）、二塁: ブルース・フローミング（NL）、三塁: ジョン・ハーシュベック（AL）
［外審］左翼: フランク・プーリ（NL）、右翼: ジョー・ブリンクマン（AL）
5. 試合開始時刻: 東部夏時間（UTC-4）午後7時31分  試合時間: 2時間37分  観客: 5万1876人
詳細: MLB.com Gameday / Baseball-Reference.com

| クリーブランド・インディアンス | クリーブランド・インディアンス | クリーブランド・インディアンス | クリーブランド・インディアンス | クリーブランド・インディアンス                                                                                 | アトランタ・ブレーブス | アトランタ・ブレーブス | アトランタ・ブレーブス | アトランタ・ブレーブス | アトランタ・ブレーブス |
| ------------------------------ | ------------------------------ | ------------------------------ | ------------------------------ | --- | ---------------------- | ---------------------- | ---------------------- | ---------------------- | --- |
| 打順                           | 守備                           | 選手                           | 打席                           | O・ハーシュハイザーS・アロマーJr.E・マレーC・バイエガJ・トーミO・ビスケルA・ベルK・ロフトンM・ラミレス（なし） | 打順                   | 守備                   | 選手                   | 打席                   | G・マダックスC・オブライエンF・マグリフM・レムキーC・ジョーンズR・ベリアードR・クレスコM・グリッソムD・ジャスティス（なし） |
| 1                              | 中                             | K・ロフトン                    | 左                             | O・ハーシュハイザーS・アロマーJr.E・マレーC・バイエガJ・トーミO・ビスケルA・ベルK・ロフトンM・ラミレス（なし） | 1                      | 中                     | M・グリッソム          | 右                     | G・マダックスC・オブライエンF・マグリフM・レムキーC・ジョーンズR・ベリアードR・クレスコM・グリッソムD・ジャスティス（なし） |
| 2                              | 遊                             | O・ビスケル                    | 両                             | O・ハーシュハイザーS・アロマーJr.E・マレーC・バイエガJ・トーミO・ビスケルA・ベルK・ロフトンM・ラミレス（なし） | 2                      | 二                     | M・レムキー            | 両                     | G・マダックスC・オブライエンF・マグリフM・レムキーC・ジョーンズR・ベリアードR・クレスコM・グリッソムD・ジャスティス（なし） |
| 3                              | 二                             | C・バイエガ                    | 両                             | O・ハーシュハイザーS・アロマーJr.E・マレーC・バイエガJ・トーミO・ビスケルA・ベルK・ロフトンM・ラミレス（なし） | 3                      | 三                     | C・ジョーンズ          | 両                     | G・マダックスC・オブライエンF・マグリフM・レムキーC・ジョーンズR・ベリアードR・クレスコM・グリッソムD・ジャスティス（なし） |
| 4                              | 左                             | A・ベル                        | 右                             | O・ハーシュハイザーS・アロマーJr.E・マレーC・バイエガJ・トーミO・ビスケルA・ベルK・ロフトンM・ラミレス（なし） | 4                      | 一                     | F・マグリフ            | 左                     | G・マダックスC・オブライエンF・マグリフM・レムキーC・ジョーンズR・ベリアードR・クレスコM・グリッソムD・ジャスティス（なし） |
| 5                              | 一                             | E・マレー                      | 両                             | O・ハーシュハイザーS・アロマーJr.E・マレーC・バイエガJ・トーミO・ビスケルA・ベルK・ロフトンM・ラミレス（なし） | 5                      | 右                     | D・ジャスティス        | 左                     | G・マダックスC・オブライエンF・マグリフM・レムキーC・ジョーンズR・ベリアードR・クレスコM・グリッソムD・ジャスティス（なし） |
| 6                              | 三                             | J・トーミ                      | 左                             | O・ハーシュハイザーS・アロマーJr.E・マレーC・バイエガJ・トーミO・ビスケルA・ベルK・ロフトンM・ラミレス（なし） | 6                      | 左                     | R・クレスコ            | 左                     | G・マダックスC・オブライエンF・マグリフM・レムキーC・ジョーンズR・ベリアードR・クレスコM・グリッソムD・ジャスティス（なし） |
| 7                              | 右                             | M・ラミレス                    | 右                             | O・ハーシュハイザーS・アロマーJr.E・マレーC・バイエガJ・トーミO・ビスケルA・ベルK・ロフトンM・ラミレス（なし） | 7                      | 捕                     | C・オブライエン        | 右                     | G・マダックスC・オブライエンF・マグリフM・レムキーC・ジョーンズR・ベリアードR・クレスコM・グリッソムD・ジャスティス（なし） |
| 8                              | 捕                             | S・アロマーJr.                 | 右                             | O・ハーシュハイザーS・アロマーJr.E・マレーC・バイエガJ・トーミO・ビスケルA・ベルK・ロフトンM・ラミレス（なし） | 8                      | 遊                     | R・ベリアード          | 右                     | G・マダックスC・オブライエンF・マグリフM・レムキーC・ジョーンズR・ベリアードR・クレスコM・グリッソムD・ジャスティス（なし） |
| 9                              | 投                             | O・ハーシュハイザー            | 右                             | O・ハーシュハイザーS・アロマーJr.E・マレーC・バイエガJ・トーミO・ビスケルA・ベルK・ロフトンM・ラミレス（なし） | 9                      | 投                     | G・マダックス          | 右                     | G・マダックスC・オブライエンF・マグリフM・レムキーC・ジョーンズR・ベリアードR・クレスコM・グリッソムD・ジャスティス（なし） |
| 先発投手                       | 先発投手                       | 先発投手                       | 投球                           | O・ハーシュハイザーS・アロマーJr.E・マレーC・バイエガJ・トーミO・ビスケルA・ベルK・ロフトンM・ラミレス（なし） | 先発投手               | 先発投手               | 先発投手               | 投球                   | G・マダックスC・オブライエンF・マグリフM・レムキーC・ジョーンズR・ベリアードR・クレスコM・グリッソムD・ジャスティス（なし） |
| O・ハーシュハイザー            | O・ハーシュハイザー            | O・ハーシュハイザー            | 右                             | O・ハーシュハイザーS・アロマーJr.E・マレーC・バイエガJ・トーミO・ビスケルA・ベルK・ロフトンM・ラミレス（なし） | G・マダックス          | G・マダックス          | G・マダックス          | 右                     | G・マダックスC・オブライエンF・マグリフM・レムキーC・ジョーンズR・ベリアードR・クレスコM・グリッソムD・ジャスティス（なし） |

### 第2戦 10月22日
- アトランタ・フルトン・カウンティ・スタジアム（ジョージア州アトランタ）

|                                | 1 | 2 | 3 | 4 | 5 | 6 | 7 | 8 | 9 | R | H | E |
| ------------------------------ | - | - | - | - | - | - | - | - | - | - | - | - |
| クリーブランド・インディアンス | 0 | 2 | 0 | 0 | 0 | 0 | 1 | 0 | 0 | 3 | 6 | 2 |
| アトランタ・ブレーブス         | 0 | 0 | 2 | 0 | 0 | 2 | 0 | 0 | X | 4 | 8 | 2 |

1. 勝利：トム・グラビン（1勝）
2. セーブ：マーク・ウォーラーズ（1S）
3. 敗戦：デニス・マルティネス（1敗）
4. 本塁打
CLE：エディ・マレー1号2ラン
ATL：ハビー・ロペス1号2ラン
5. 審判
［球審］ジム・マッキーン（AL）
［塁審］一塁: ブルース・フローミング（NL）、二塁: ジョン・ハーシュベック（AL）、三塁: フランク・プーリ（NL）
［外審］左翼: ジョー・ブリンクマン（AL）、右翼: ハリー・ウェンデルステット（NL）
6. 試合開始時刻: 東部夏時間（UTC-4）午後7時29分  試合時間: 3時間17分  観客: 5万1877人  気温: 65°F（18.3°C）
詳細: MLB.com Gameday / Baseball-Reference.com

| クリーブランド・インディアンス | クリーブランド・インディアンス | クリーブランド・インディアンス | クリーブランド・インディアンス | クリーブランド・インディアンス                                                                          | アトランタ・ブレーブス | アトランタ・ブレーブス | アトランタ・ブレーブス | アトランタ・ブレーブス | アトランタ・ブレーブス                                                                                              |
| ------------------------------ | ------------------------------ | ------------------------------ | ------------------------------ | --- | ---------------------- | ---------------------- | ---------------------- | ---------------------- | --- |
| 打順                           | 守備                           | 選手                           | 打席                           | D・マルティネスT・ペーニャE・マレーC・バイエガJ・トーミO・ビスケルA・ベルK・ロフトンM・ラミレス（なし） | 打順                   | 守備                   | 選手                   | 打席                   | T・グラビンJ・ロペスF・マグリフM・レムキーC・ジョーンズR・ベリアードR・クレスコM・グリッソムD・ジャスティス（なし） |
| 1                              | 中                             | K・ロフトン                    | 左                             | D・マルティネスT・ペーニャE・マレーC・バイエガJ・トーミO・ビスケルA・ベルK・ロフトンM・ラミレス（なし） | 1                      | 中                     | M・グリッソム          | 右                     | T・グラビンJ・ロペスF・マグリフM・レムキーC・ジョーンズR・ベリアードR・クレスコM・グリッソムD・ジャスティス（なし） |
| 2                              | 遊                             | O・ビスケル                    | 両                             | D・マルティネスT・ペーニャE・マレーC・バイエガJ・トーミO・ビスケルA・ベルK・ロフトンM・ラミレス（なし） | 2                      | 二                     | M・レムキー            | 両                     | T・グラビンJ・ロペスF・マグリフM・レムキーC・ジョーンズR・ベリアードR・クレスコM・グリッソムD・ジャスティス（なし） |
| 3                              | 二                             | C・バイエガ                    | 両                             | D・マルティネスT・ペーニャE・マレーC・バイエガJ・トーミO・ビスケルA・ベルK・ロフトンM・ラミレス（なし） | 3                      | 三                     | C・ジョーンズ          | 両                     | T・グラビンJ・ロペスF・マグリフM・レムキーC・ジョーンズR・ベリアードR・クレスコM・グリッソムD・ジャスティス（なし） |
| 4                              | 左                             | A・ベル                        | 右                             | D・マルティネスT・ペーニャE・マレーC・バイエガJ・トーミO・ビスケルA・ベルK・ロフトンM・ラミレス（なし） | 4                      | 一                     | F・マグリフ            | 左                     | T・グラビンJ・ロペスF・マグリフM・レムキーC・ジョーンズR・ベリアードR・クレスコM・グリッソムD・ジャスティス（なし） |
| 5                              | 一                             | E・マレー                      | 両                             | D・マルティネスT・ペーニャE・マレーC・バイエガJ・トーミO・ビスケルA・ベルK・ロフトンM・ラミレス（なし） | 5                      | 右                     | D・ジャスティス        | 左                     | T・グラビンJ・ロペスF・マグリフM・レムキーC・ジョーンズR・ベリアードR・クレスコM・グリッソムD・ジャスティス（なし） |
| 6                              | 右                             | M・ラミレス                    | 右                             | D・マルティネスT・ペーニャE・マレーC・バイエガJ・トーミO・ビスケルA・ベルK・ロフトンM・ラミレス（なし） | 6                      | 左                     | R・クレスコ            | 左                     | T・グラビンJ・ロペスF・マグリフM・レムキーC・ジョーンズR・ベリアードR・クレスコM・グリッソムD・ジャスティス（なし） |
| 7                              | 三                             | J・トーミ                      | 左                             | D・マルティネスT・ペーニャE・マレーC・バイエガJ・トーミO・ビスケルA・ベルK・ロフトンM・ラミレス（なし） | 7                      | 捕                     | J・ロペス              | 右                     | T・グラビンJ・ロペスF・マグリフM・レムキーC・ジョーンズR・ベリアードR・クレスコM・グリッソムD・ジャスティス（なし） |
| 8                              | 捕                             | T・ペーニャ                    | 右                             | D・マルティネスT・ペーニャE・マレーC・バイエガJ・トーミO・ビスケルA・ベルK・ロフトンM・ラミレス（なし） | 8                      | 遊                     | R・ベリアード          | 右                     | T・グラビンJ・ロペスF・マグリフM・レムキーC・ジョーンズR・ベリアードR・クレスコM・グリッソムD・ジャスティス（なし） |
| 9                              | 投                             | D・マルティネス                | 右                             | D・マルティネスT・ペーニャE・マレーC・バイエガJ・トーミO・ビスケルA・ベルK・ロフトンM・ラミレス（なし） | 9                      | 投                     | T・グラビン            | 左                     | T・グラビンJ・ロペスF・マグリフM・レムキーC・ジョーンズR・ベリアードR・クレスコM・グリッソムD・ジャスティス（なし） |
| 先発投手                       | 先発投手                       | 先発投手                       | 投球                           | D・マルティネスT・ペーニャE・マレーC・バイエガJ・トーミO・ビスケルA・ベルK・ロフトンM・ラミレス（なし） | 先発投手               | 先発投手               | 先発投手               | 投球                   | T・グラビンJ・ロペスF・マグリフM・レムキーC・ジョーンズR・ベリアードR・クレスコM・グリッソムD・ジャスティス（なし） |
| D・マルティネス                | D・マルティネス                | D・マルティネス                | 右                             | D・マルティネスT・ペーニャE・マレーC・バイエガJ・トーミO・ビスケルA・ベルK・ロフトンM・ラミレス（なし） | T・グラビン            | T・グラビン            | T・グラビン            | 左                     | T・グラビンJ・ロペスF・マグリフM・レムキーC・ジョーンズR・ベリアードR・クレスコM・グリッソムD・ジャスティス（なし） |

### 第3戦 10月24日
- ジェイコブス・フィールド（オハイオ州クリーブランド）

|                                | 1 | 2 | 3 | 4 | 5 | 6 | 7 | 8 | 9 | 10 | 11 | R | H  | E |
| ------------------------------ | - | - | - | - | - | - | - | - | - | -- | -- | - | -- | - |
| アトランタ・ブレーブス         | 1 | 0 | 0 | 0 | 0 | 1 | 1 | 3 | 0 | 0  | 0  | 6 | 12 | 1 |
| クリーブランド・インディアンス | 2 | 0 | 2 | 0 | 0 | 0 | 1 | 1 | 0 | 0  | 1x | 7 | 12 | 2 |

1. 勝利：ホセ・メサ（1勝）
2. 敗戦：アレハンドロ・ペーニャ（1敗）
3. 本塁打
ATL：フレッド・マグリフ2号ソロ、ライアン・クレスコ1号ソロ
4. 審判
［球審］ブルース・フローミング（NL）
［塁審］一塁: ジョン・ハーシュベック（AL）、二塁: フランク・プーリ（NL）、三塁: ジョー・ブリンクマン（AL）
［外審］左翼: ハリー・ウェンデルステット（NL）、右翼: ジム・マッキーン（AL）
5. 試合開始時刻: 東部夏時間（UTC-4）午後8時32分  試合時間: 4時間9分  観客: 4万3584人  気温: 49°F（9.4°C）
詳細: MLB.com Gameday / Baseball-Reference.com

| アトランタ・ブレーブス | アトランタ・ブレーブス | アトランタ・ブレーブス | アトランタ・ブレーブス | アトランタ・ブレーブス                                                                                                   | クリーブランド・インディアンス | クリーブランド・インディアンス | クリーブランド・インディアンス | クリーブランド・インディアンス | クリーブランド・インディアンス                                                                          |
| ---------------------- | ---------------------- | ---------------------- | ---------------------- | --- | ------------------------------ | ------------------------------ | ------------------------------ | ------------------------------ | --- |
| 打順                   | 守備                   | 選手                   | 打席                   | J・スモルツJ・ロペスF・マグリフM・レムキーC・ジョーンズR・ベリアードL・ポローニャM・グリッソムD・ジャスティスR・クレスコ | 打順                           | 守備                           | 選手                           | 打席                           | C・ナギーS・アロマーJr.P・ソレントC・バイエガJ・トーミO・ビスケルA・ベルK・ロフトンM・ラミレスE・マレー |
| 1                      | 中                     | M・グリッソム          | 右                     | J・スモルツJ・ロペスF・マグリフM・レムキーC・ジョーンズR・ベリアードL・ポローニャM・グリッソムD・ジャスティスR・クレスコ | 1                              | 中                             | K・ロフトン                    | 左                             | C・ナギーS・アロマーJr.P・ソレントC・バイエガJ・トーミO・ビスケルA・ベルK・ロフトンM・ラミレスE・マレー |
| 2                      | 左                     | L・ポローニャ          | 左                     | J・スモルツJ・ロペスF・マグリフM・レムキーC・ジョーンズR・ベリアードL・ポローニャM・グリッソムD・ジャスティスR・クレスコ | 2                              | 遊                             | O・ビスケル                    | 両                             | C・ナギーS・アロマーJr.P・ソレントC・バイエガJ・トーミO・ビスケルA・ベルK・ロフトンM・ラミレスE・マレー |
| 3                      | 三                     | C・ジョーンズ          | 両                     | J・スモルツJ・ロペスF・マグリフM・レムキーC・ジョーンズR・ベリアードL・ポローニャM・グリッソムD・ジャスティスR・クレスコ | 3                              | 二                             | C・バイエガ                    | 両                             | C・ナギーS・アロマーJr.P・ソレントC・バイエガJ・トーミO・ビスケルA・ベルK・ロフトンM・ラミレスE・マレー |
| 4                      | 一                     | F・マグリフ            | 左                     | J・スモルツJ・ロペスF・マグリフM・レムキーC・ジョーンズR・ベリアードL・ポローニャM・グリッソムD・ジャスティスR・クレスコ | 4                              | 左                             | A・ベル                        | 右                             | C・ナギーS・アロマーJr.P・ソレントC・バイエガJ・トーミO・ビスケルA・ベルK・ロフトンM・ラミレスE・マレー |
| 5                      | 右                     | D・ジャスティス        | 左                     | J・スモルツJ・ロペスF・マグリフM・レムキーC・ジョーンズR・ベリアードL・ポローニャM・グリッソムD・ジャスティスR・クレスコ | 5                              | DH                             | E・マレー                      | 両                             | C・ナギーS・アロマーJr.P・ソレントC・バイエガJ・トーミO・ビスケルA・ベルK・ロフトンM・ラミレスE・マレー |
| 6                      | DH                     | R・クレスコ            | 左                     | J・スモルツJ・ロペスF・マグリフM・レムキーC・ジョーンズR・ベリアードL・ポローニャM・グリッソムD・ジャスティスR・クレスコ | 6                              | 三                             | J・トーミ                      | 左                             | C・ナギーS・アロマーJr.P・ソレントC・バイエガJ・トーミO・ビスケルA・ベルK・ロフトンM・ラミレスE・マレー |
| 7                      | 捕                     | J・ロペス              | 右                     | J・スモルツJ・ロペスF・マグリフM・レムキーC・ジョーンズR・ベリアードL・ポローニャM・グリッソムD・ジャスティスR・クレスコ | 7                              | 右                             | M・ラミレス                    | 右                             | C・ナギーS・アロマーJr.P・ソレントC・バイエガJ・トーミO・ビスケルA・ベルK・ロフトンM・ラミレスE・マレー |
| 8                      | 二                     | M・レムキー            | 両                     | J・スモルツJ・ロペスF・マグリフM・レムキーC・ジョーンズR・ベリアードL・ポローニャM・グリッソムD・ジャスティスR・クレスコ | 8                              | 一                             | P・ソレント                    | 左                             | C・ナギーS・アロマーJr.P・ソレントC・バイエガJ・トーミO・ビスケルA・ベルK・ロフトンM・ラミレスE・マレー |
| 9                      | 遊                     | R・ベリアード          | 右                     | J・スモルツJ・ロペスF・マグリフM・レムキーC・ジョーンズR・ベリアードL・ポローニャM・グリッソムD・ジャスティスR・クレスコ | 9                              | 捕                             | S・アロマーJr.                 | 右                             | C・ナギーS・アロマーJr.P・ソレントC・バイエガJ・トーミO・ビスケルA・ベルK・ロフトンM・ラミレスE・マレー |
| 先発投手               | 先発投手               | 先発投手               | 投球                   | J・スモルツJ・ロペスF・マグリフM・レムキーC・ジョーンズR・ベリアードL・ポローニャM・グリッソムD・ジャスティスR・クレスコ | 先発投手                       | 先発投手                       | 先発投手                       | 投球                           | C・ナギーS・アロマーJr.P・ソレントC・バイエガJ・トーミO・ビスケルA・ベルK・ロフトンM・ラミレスE・マレー |
| J・スモルツ            | J・スモルツ            | J・スモルツ            | 右                     | J・スモルツJ・ロペスF・マグリフM・レムキーC・ジョーンズR・ベリアードL・ポローニャM・グリッソムD・ジャスティスR・クレスコ | C・ナギー                      | C・ナギー                      | C・ナギー                      | 右                             | C・ナギーS・アロマーJr.P・ソレントC・バイエガJ・トーミO・ビスケルA・ベルK・ロフトンM・ラミレスE・マレー |

### 第4戦 10月25日
- ジェイコブス・フィールド（オハイオ州クリーブランド）

|                                | 1 | 2 | 3 | 4 | 5 | 6 | 7 | 8 | 9 | R | H  | E |
| ------------------------------ | - | - | - | - | - | - | - | - | - | - | -- | - |
| アトランタ・ブレーブス         | 0 | 0 | 0 | 0 | 0 | 1 | 3 | 0 | 1 | 5 | 11 | 1 |
| クリーブランド・インディアンス | 0 | 0 | 0 | 0 | 0 | 1 | 0 | 0 | 1 | 2 | 6  | 0 |

1. 勝利：スティーブ・エイベリー（1勝）
2. セーブ：ペドロ・ボーボン・ジュニア（1S）
3. 敗戦：ケン・ヒル（1敗）
4. 本塁打
ATL：ライアン・クレスコ2号ソロ
CLE：アルバート・ベル1号ソロ、マニー・ラミレス1号ソロ
5. 審判
［球審］ジョン・ハーシュベック（AL）
［塁審］一塁: フランク・プーリ（NL）、二塁: ジョー・ブリンクマン（AL）、三塁: ハリー・ウェンデルステット（NL）
［外審］左翼: ジム・マッキーン（AL）、右翼: ブルース・フローミング（NL）
6. 試合開始時刻: 東部夏時間（UTC-4）午後8時23分  試合時間: 3時間14分  観客: 4万3578人  気温: 51°F（10.6°C）
詳細: MLB.com Gameday / Baseball-Reference.com

| アトランタ・ブレーブス | アトランタ・ブレーブス | アトランタ・ブレーブス | アトランタ・ブレーブス | アトランタ・ブレーブス | クリーブランド・インディアンス | クリーブランド・インディアンス | クリーブランド・インディアンス | クリーブランド・インディアンス | クリーブランド・インディアンス                                                                               |
| ---------------------- | ---------------------- | ---------------------- | ---------------------- | --- | ------------------------------ | ------------------------------ | ------------------------------ | ------------------------------ | --- |
| 打順                   | 守備                   | 選手                   | 打席                   | S・エイベリーJ・ロペスF・マグリフM・レムキーC・ジョーンズR・ベリアードL・ポローニャM・グリッソムD・ジャスティスR・クレスコ | 打順                           | 守備                           | 選手                           | 打席                           | K・ヒルS・アロマーJr.H・ペリーC・バイエガA・エスピ · ノーサO・ビスケルA・ベルK・ロフトンM・ラミレスE・マレー |
| 1                      | 中                     | M・グリッソム          | 右                     | S・エイベリーJ・ロペスF・マグリフM・レムキーC・ジョーンズR・ベリアードL・ポローニャM・グリッソムD・ジャスティスR・クレスコ | 1                              | 中                             | K・ロフトン                    | 左                             | K・ヒルS・アロマーJr.H・ペリーC・バイエガA・エスピ · ノーサO・ビスケルA・ベルK・ロフトンM・ラミレスE・マレー |
| 2                      | 左                     | L・ポローニャ          | 左                     | S・エイベリーJ・ロペスF・マグリフM・レムキーC・ジョーンズR・ベリアードL・ポローニャM・グリッソムD・ジャスティスR・クレスコ | 2                              | 遊                             | O・ビスケル                    | 両                             | K・ヒルS・アロマーJr.H・ペリーC・バイエガA・エスピ · ノーサO・ビスケルA・ベルK・ロフトンM・ラミレスE・マレー |
| 3                      | 三                     | C・ジョーンズ          | 両                     | S・エイベリーJ・ロペスF・マグリフM・レムキーC・ジョーンズR・ベリアードL・ポローニャM・グリッソムD・ジャスティスR・クレスコ | 3                              | 二                             | C・バイエガ                    | 両                             | K・ヒルS・アロマーJr.H・ペリーC・バイエガA・エスピ · ノーサO・ビスケルA・ベルK・ロフトンM・ラミレスE・マレー |
| 4                      | 一                     | F・マグリフ            | 左                     | S・エイベリーJ・ロペスF・マグリフM・レムキーC・ジョーンズR・ベリアードL・ポローニャM・グリッソムD・ジャスティスR・クレスコ | 4                              | 左                             | A・ベル                        | 右                             | K・ヒルS・アロマーJr.H・ペリーC・バイエガA・エスピ · ノーサO・ビスケルA・ベルK・ロフトンM・ラミレスE・マレー |
| 5                      | 右                     | D・ジャスティス        | 左                     | S・エイベリーJ・ロペスF・マグリフM・レムキーC・ジョーンズR・ベリアードL・ポローニャM・グリッソムD・ジャスティスR・クレスコ | 5                              | DH                             | E・マレー                      | 両                             | K・ヒルS・アロマーJr.H・ペリーC・バイエガA・エスピ · ノーサO・ビスケルA・ベルK・ロフトンM・ラミレスE・マレー |
| 6                      | DH                     | R・クレスコ            | 左                     | S・エイベリーJ・ロペスF・マグリフM・レムキーC・ジョーンズR・ベリアードL・ポローニャM・グリッソムD・ジャスティスR・クレスコ | 6                              | 右                             | M・ラミレス                    | 右                             | K・ヒルS・アロマーJr.H・ペリーC・バイエガA・エスピ · ノーサO・ビスケルA・ベルK・ロフトンM・ラミレスE・マレー |
| 7                      | 捕                     | J・ロペス              | 右                     | S・エイベリーJ・ロペスF・マグリフM・レムキーC・ジョーンズR・ベリアードL・ポローニャM・グリッソムD・ジャスティスR・クレスコ | 7                              | 一                             | H・ペリー                      | 右                             | K・ヒルS・アロマーJr.H・ペリーC・バイエガA・エスピ · ノーサO・ビスケルA・ベルK・ロフトンM・ラミレスE・マレー |
| 8                      | 二                     | M・レムキー            | 両                     | S・エイベリーJ・ロペスF・マグリフM・レムキーC・ジョーンズR・ベリアードL・ポローニャM・グリッソムD・ジャスティスR・クレスコ | 8                              | 三                             | A・エスピノーサ                | 右                             | K・ヒルS・アロマーJr.H・ペリーC・バイエガA・エスピ · ノーサO・ビスケルA・ベルK・ロフトンM・ラミレスE・マレー |
| 9                      | 遊                     | R・ベリアード          | 右                     | S・エイベリーJ・ロペスF・マグリフM・レムキーC・ジョーンズR・ベリアードL・ポローニャM・グリッソムD・ジャスティスR・クレスコ | 9                              | 捕                             | S・アロマーJr.                 | 右                             | K・ヒルS・アロマーJr.H・ペリーC・バイエガA・エスピ · ノーサO・ビスケルA・ベルK・ロフトンM・ラミレスE・マレー |
| 先発投手               | 先発投手               | 先発投手               | 投球                   | S・エイベリーJ・ロペスF・マグリフM・レムキーC・ジョーンズR・ベリアードL・ポローニャM・グリッソムD・ジャスティスR・クレスコ | 先発投手                       | 先発投手                       | 先発投手                       | 投球                           | K・ヒルS・アロマーJr.H・ペリーC・バイエガA・エスピ · ノーサO・ビスケルA・ベルK・ロフトンM・ラミレスE・マレー |
| S・エイベリー          | S・エイベリー          | S・エイベリー          | 左                     | S・エイベリーJ・ロペスF・マグリフM・レムキーC・ジョーンズR・ベリアードL・ポローニャM・グリッソムD・ジャスティスR・クレスコ | K・ヒル                        | K・ヒル                        | K・ヒル                        | 右                             | K・ヒルS・アロマーJr.H・ペリーC・バイエガA・エスピ · ノーサO・ビスケルA・ベルK・ロフトンM・ラミレスE・マレー |

### 第5戦 10月26日
- ジェイコブス・フィールド（オハイオ州クリーブランド）

|                                | 1 | 2 | 3 | 4 | 5 | 6 | 7 | 8 | 9 | R | H | E |
| ------------------------------ | - | - | - | - | - | - | - | - | - | - | - | - |
| アトランタ・ブレーブス         | 0 | 0 | 0 | 1 | 1 | 0 | 0 | 0 | 2 | 4 | 7 | 0 |
| クリーブランド・インディアンス | 2 | 0 | 0 | 0 | 0 | 2 | 0 | 1 | X | 5 | 8 | 1 |

1. 勝利：オーレル・ハーシュハイザー（1勝1敗）
2. セーブ：ホセ・メサ（2S）
3. 敗戦：グレッグ・マダックス（1勝1敗）
4. 本塁打
ATL：ルイス・ポローニャ1号ソロ、ライアン・クレスコ3号2ラン
CLE：アルバート・ベル2号2ラン、ジム・トーミ1号ソロ
5. 審判
［球審］フランク・プーリ（NL）
［塁審］一塁: ジョー・ブリンクマン（AL）、二塁: ハリー・ウェンデルステット（NL）、三塁: ジム・マッキーン（AL）
［外審］左翼: ブルース・フローミング（NL）、右翼: ジョン・ハーシュベック（AL）
6. 試合開始時刻: 東部夏時間（UTC-4）午後8時21分  試合時間: 2時間33分  観客: 4万3595人  気温: 52°F（11.1°C）
詳細: MLB.com Gameday / Baseball-Reference.com

| アトランタ・ブレーブス | アトランタ・ブレーブス | アトランタ・ブレーブス | アトランタ・ブレーブス | アトランタ・ブレーブス | クリーブランド・インディアンス | クリーブランド・インディアンス | クリーブランド・インディアンス | クリーブランド・インディアンス | クリーブランド・インディアンス                                                                                    |
| ---------------------- | ---------------------- | ---------------------- | ---------------------- | --- | ------------------------------ | ------------------------------ | ------------------------------ | ------------------------------ | --- |
| 打順                   | 守備                   | 選手                   | 打席                   | G・マダックスC・オブライエンF・マグリフM・レムキーC・ジョーンズR・ベリアードL・ポローニャM・グリッソムD・ジャスティスR・クレスコ | 打順                           | 守備                           | 選手                           | 打席                           | O・ハーシュハイザーS・アロマーJr.P・ソレントC・バイエガJ・トーミO・ビスケルA・ベルK・ロフトンM・ラミレスE・マレー |
| 1                      | 中                     | M・グリッソム          | 右                     | G・マダックスC・オブライエンF・マグリフM・レムキーC・ジョーンズR・ベリアードL・ポローニャM・グリッソムD・ジャスティスR・クレスコ | 1                              | 中                             | K・ロフトン                    | 左                             | O・ハーシュハイザーS・アロマーJr.P・ソレントC・バイエガJ・トーミO・ビスケルA・ベルK・ロフトンM・ラミレスE・マレー |
| 2                      | 左                     | L・ポローニャ          | 左                     | G・マダックスC・オブライエンF・マグリフM・レムキーC・ジョーンズR・ベリアードL・ポローニャM・グリッソムD・ジャスティスR・クレスコ | 2                              | 遊                             | O・ビスケル                    | 両                             | O・ハーシュハイザーS・アロマーJr.P・ソレントC・バイエガJ・トーミO・ビスケルA・ベルK・ロフトンM・ラミレスE・マレー |
| 3                      | 三                     | C・ジョーンズ          | 両                     | G・マダックスC・オブライエンF・マグリフM・レムキーC・ジョーンズR・ベリアードL・ポローニャM・グリッソムD・ジャスティスR・クレスコ | 3                              | 二                             | C・バイエガ                    | 両                             | O・ハーシュハイザーS・アロマーJr.P・ソレントC・バイエガJ・トーミO・ビスケルA・ベルK・ロフトンM・ラミレスE・マレー |
| 4                      | 一                     | F・マグリフ            | 左                     | G・マダックスC・オブライエンF・マグリフM・レムキーC・ジョーンズR・ベリアードL・ポローニャM・グリッソムD・ジャスティスR・クレスコ | 4                              | 左                             | A・ベル                        | 右                             | O・ハーシュハイザーS・アロマーJr.P・ソレントC・バイエガJ・トーミO・ビスケルA・ベルK・ロフトンM・ラミレスE・マレー |
| 5                      | 右                     | D・ジャスティス        | 左                     | G・マダックスC・オブライエンF・マグリフM・レムキーC・ジョーンズR・ベリアードL・ポローニャM・グリッソムD・ジャスティスR・クレスコ | 5                              | DH                             | E・マレー                      | 両                             | O・ハーシュハイザーS・アロマーJr.P・ソレントC・バイエガJ・トーミO・ビスケルA・ベルK・ロフトンM・ラミレスE・マレー |
| 6                      | DH                     | R・クレスコ            | 左                     | G・マダックスC・オブライエンF・マグリフM・レムキーC・ジョーンズR・ベリアードL・ポローニャM・グリッソムD・ジャスティスR・クレスコ | 6                              | 三                             | J・トーミ                      | 左                             | O・ハーシュハイザーS・アロマーJr.P・ソレントC・バイエガJ・トーミO・ビスケルA・ベルK・ロフトンM・ラミレスE・マレー |
| 7                      | 二                     | M・レムキー            | 両                     | G・マダックスC・オブライエンF・マグリフM・レムキーC・ジョーンズR・ベリアードL・ポローニャM・グリッソムD・ジャスティスR・クレスコ | 7                              | 右                             | M・ラミレス                    | 右                             | O・ハーシュハイザーS・アロマーJr.P・ソレントC・バイエガJ・トーミO・ビスケルA・ベルK・ロフトンM・ラミレスE・マレー |
| 8                      | 捕                     | C・オブライエン        | 右                     | G・マダックスC・オブライエンF・マグリフM・レムキーC・ジョーンズR・ベリアードL・ポローニャM・グリッソムD・ジャスティスR・クレスコ | 8                              | 一                             | P・ソレント                    | 左                             | O・ハーシュハイザーS・アロマーJr.P・ソレントC・バイエガJ・トーミO・ビスケルA・ベルK・ロフトンM・ラミレスE・マレー |
| 9                      | 遊                     | R・ベリアード          | 右                     | G・マダックスC・オブライエンF・マグリフM・レムキーC・ジョーンズR・ベリアードL・ポローニャM・グリッソムD・ジャスティスR・クレスコ | 9                              | 捕                             | S・アロマーJr.                 | 右                             | O・ハーシュハイザーS・アロマーJr.P・ソレントC・バイエガJ・トーミO・ビスケルA・ベルK・ロフトンM・ラミレスE・マレー |
| 先発投手               | 先発投手               | 先発投手               | 投球                   | G・マダックスC・オブライエンF・マグリフM・レムキーC・ジョーンズR・ベリアードL・ポローニャM・グリッソムD・ジャスティスR・クレスコ | 先発投手                       | 先発投手                       | 先発投手                       | 投球                           | O・ハーシュハイザーS・アロマーJr.P・ソレントC・バイエガJ・トーミO・ビスケルA・ベルK・ロフトンM・ラミレスE・マレー |
| G・マダックス          | G・マダックス          | G・マダックス          | 右                     | G・マダックスC・オブライエンF・マグリフM・レムキーC・ジョーンズR・ベリアードL・ポローニャM・グリッソムD・ジャスティスR・クレスコ | O・ハーシュハイザー            | O・ハーシュハイザー            | O・ハーシュハイザー            | 右                             | O・ハーシュハイザーS・アロマーJr.P・ソレントC・バイエガJ・トーミO・ビスケルA・ベルK・ロフトンM・ラミレスE・マレー |

### 第6戦 10月28日
- アトランタ・フルトン・カウンティ・スタジアム（ジョージア州アトランタ）

|                                | 1 | 2 | 3 | 4 | 5 | 6 | 7 | 8 | 9 | R | H | E |
| ------------------------------ | - | - | - | - | - | - | - | - | - | - | - | - |
| クリーブランド・インディアンス | 0 | 0 | 0 | 0 | 0 | 0 | 0 | 0 | 0 | 0 | 1 | 1 |
| アトランタ・ブレーブス         | 0 | 0 | 0 | 0 | 0 | 1 | 0 | 0 | X | 1 | 6 | 0 |

1. 勝利：トム・グラビン（2勝）
2. セーブ：マーク・ウォーラーズ（2S）
3. 敗戦：ジム・プール（1敗）
4. 本塁打
ATL：デビッド・ジャスティス1号ソロ
5. 審判
［球審］ジョー・ブリンクマン（AL）
［塁審］一塁: ハリー・ウェンデルステット（NL）、二塁: ジム・マッキーン（AL）、三塁: ブルース・フローミング（NL）
［外審］左翼: ジョン・ハーシュベック（AL）、右翼: フランク・プーリ（NL）
6. 試合開始時刻: 東部夏時間（UTC-4）午後7時26分  試合時間: 3時間1分  観客: 5万1875人  気温: 56°F（13.3°C）
詳細: MLB.com Gameday / Baseball-Reference.com

| クリーブランド・インディアンス | クリーブランド・インディアンス | クリーブランド・インディアンス | クリーブランド・インディアンス | クリーブランド・インディアンス                                                                          | アトランタ・ブレーブス | アトランタ・ブレーブス | アトランタ・ブレーブス | アトランタ・ブレーブス | アトランタ・ブレーブス                                                                                              |
| ------------------------------ | ------------------------------ | ------------------------------ | ------------------------------ | --- | ---------------------- | ---------------------- | ---------------------- | ---------------------- | --- |
| 打順                           | 守備                           | 選手                           | 打席                           | D・マルティネスT・ペーニャE・マレーC・バイエガJ・トーミO・ビスケルA・ベルK・ロフトンM・ラミレス（なし） | 打順                   | 守備                   | 選手                   | 打席                   | T・グラビンJ・ロペスF・マグリフM・レムキーC・ジョーンズR・ベリアードR・クレスコM・グリッソムD・ジャスティス（なし） |
| 1                              | 中                             | K・ロフトン                    | 左                             | D・マルティネスT・ペーニャE・マレーC・バイエガJ・トーミO・ビスケルA・ベルK・ロフトンM・ラミレス（なし） | 1                      | 中                     | M・グリッソム          | 右                     | T・グラビンJ・ロペスF・マグリフM・レムキーC・ジョーンズR・ベリアードR・クレスコM・グリッソムD・ジャスティス（なし） |
| 2                              | 遊                             | O・ビスケル                    | 両                             | D・マルティネスT・ペーニャE・マレーC・バイエガJ・トーミO・ビスケルA・ベルK・ロフトンM・ラミレス（なし） | 2                      | 二                     | M・レムキー            | 両                     | T・グラビンJ・ロペスF・マグリフM・レムキーC・ジョーンズR・ベリアードR・クレスコM・グリッソムD・ジャスティス（なし） |
| 3                              | 二                             | C・バイエガ                    | 両                             | D・マルティネスT・ペーニャE・マレーC・バイエガJ・トーミO・ビスケルA・ベルK・ロフトンM・ラミレス（なし） | 3                      | 三                     | C・ジョーンズ          | 両                     | T・グラビンJ・ロペスF・マグリフM・レムキーC・ジョーンズR・ベリアードR・クレスコM・グリッソムD・ジャスティス（なし） |
| 4                              | 左                             | A・ベル                        | 右                             | D・マルティネスT・ペーニャE・マレーC・バイエガJ・トーミO・ビスケルA・ベルK・ロフトンM・ラミレス（なし） | 4                      | 一                     | F・マグリフ            | 左                     | T・グラビンJ・ロペスF・マグリフM・レムキーC・ジョーンズR・ベリアードR・クレスコM・グリッソムD・ジャスティス（なし） |
| 5                              | 一                             | E・マレー                      | 両                             | D・マルティネスT・ペーニャE・マレーC・バイエガJ・トーミO・ビスケルA・ベルK・ロフトンM・ラミレス（なし） | 5                      | 右                     | D・ジャスティス        | 左                     | T・グラビンJ・ロペスF・マグリフM・レムキーC・ジョーンズR・ベリアードR・クレスコM・グリッソムD・ジャスティス（なし） |
| 6                              | 右                             | M・ラミレス                    | 右                             | D・マルティネスT・ペーニャE・マレーC・バイエガJ・トーミO・ビスケルA・ベルK・ロフトンM・ラミレス（なし） | 6                      | 左                     | R・クレスコ            | 左                     | T・グラビンJ・ロペスF・マグリフM・レムキーC・ジョーンズR・ベリアードR・クレスコM・グリッソムD・ジャスティス（なし） |
| 7                              | 三                             | J・トーミ                      | 左                             | D・マルティネスT・ペーニャE・マレーC・バイエガJ・トーミO・ビスケルA・ベルK・ロフトンM・ラミレス（なし） | 7                      | 捕                     | J・ロペス              | 右                     | T・グラビンJ・ロペスF・マグリフM・レムキーC・ジョーンズR・ベリアードR・クレスコM・グリッソムD・ジャスティス（なし） |
| 8                              | 捕                             | T・ペーニャ                    | 右                             | D・マルティネスT・ペーニャE・マレーC・バイエガJ・トーミO・ビスケルA・ベルK・ロフトンM・ラミレス（なし） | 8                      | 遊                     | R・ベリアード          | 右                     | T・グラビンJ・ロペスF・マグリフM・レムキーC・ジョーンズR・ベリアードR・クレスコM・グリッソムD・ジャスティス（なし） |
| 9                              | 投                             | D・マルティネス                | 右                             | D・マルティネスT・ペーニャE・マレーC・バイエガJ・トーミO・ビスケルA・ベルK・ロフトンM・ラミレス（なし） | 9                      | 投                     | T・グラビン            | 左                     | T・グラビンJ・ロペスF・マグリフM・レムキーC・ジョーンズR・ベリアードR・クレスコM・グリッソムD・ジャスティス（なし） |
| 先発投手                       | 先発投手                       | 先発投手                       | 投球                           | D・マルティネスT・ペーニャE・マレーC・バイエガJ・トーミO・ビスケルA・ベルK・ロフトンM・ラミレス（なし） | 先発投手               | 先発投手               | 先発投手               | 投球                   | T・グラビンJ・ロペスF・マグリフM・レムキーC・ジョーンズR・ベリアードR・クレスコM・グリッソムD・ジャスティス（なし） |
| D・マルティネス                | D・マルティネス                | D・マルティネス                | 右                             | D・マルティネスT・ペーニャE・マレーC・バイエガJ・トーミO・ビスケルA・ベルK・ロフトンM・ラミレス（なし） | T・グラビン            | T・グラビン            | T・グラビン            | 左                     | T・グラビンJ・ロペスF・マグリフM・レムキーC・ジョーンズR・ベリアードR・クレスコM・グリッソムD・ジャスティス（なし） |